# Convent de Sant Agustí d'Alcoi
Sant Agustí va ser un convent de l'orde de Sant Agustí que estava ubicat a la localitat d'Alcoi, al País Valencià. Es va fundar al segle xiv i es va desocupar al xix. Actualment destruït, s'alçava "extramurs, en l'illa compresa entre la plaça d'Espanya, edifici de l'Ajuntament, Institut Nacional de Previsió, Caixa d'Estalvis Provincial, Sant Llorenç, Valls i Escola." El conjunt comptava amb una església i un convent, rodejats d'un fossat, i amb una porta cadascun, amb la qual cosa hi tenia components de fortalesa. Hi havia, a més, un claustre, el qual ocupava part de l'actual Plaça de Dins.

## Història
El primer document on s'esmenta el convent agustinià és el 29 de desembre de 1340, en el testament de Margarida de Llúria i Entença, qui afirma ser-ne la fundadora. La data de la fundació seria el 26 de juliol de 1338, seguint l'opinió del pare Picher al segle xviii. Na Margarida, dona del comte de Terranova, era filla de l'almirall Roger de Llúria i de Saurina d'Entença. Algunes fonts, com Madoz, apuntaven a aquesta darrera com la fundadora del convent el 1290. Amb la seua fundació, el convent va rebre diverses propietats: l'Oliver, l'Olm, la Lloba, el Botjar i la senda de les Ombries. El seu primer prior va ser en Guillem Desprats. L'1 de novembre de 1382, va rebre l'autorització per a rebre les rendes d'una capellania fundada pel comte de Terranova, un fet que estava prohibit expressament als Furs.
Per a la construcció del convent, l'arquitecte Berenguer Jofre va aprofitar les restes d'un castell alçat per a les guerres de Múrcia el 1265. Hi van treballar picapedrers vinguts de València, Montesa, Xàtiva i Múrcia, i a les despeses van contribuir les comunitats islàmiques de Seta i de Travadell. Les capelles es van construir el 1346.
Amb la desamortització de Mendizábal, el 1837, el convent va ser adquirit per la ciutat i es va habilitar els terrenys per a mercats i habitatges, amb una reforma a càrrec de l'arquitecte Josep Moltó Valor. Sobre aquestos terrenys es va construir la casa consistorial d'Alcoi, obra de Jordi Gisbert Berenguer, entre 1843 i 1865. L'església es va enderrocar cap a la dècada del 1930. Després de la Guerra Civil espanyola es va acabar d'urbanitzar l'àrea.
Avui dia, les úniques restes de l'antic convent de Sant Agustí d'Alcoi és un arc gòtic, corresponent a l'església, que es pot observar en l'accés a la plaça des del carrer de Sant Tomàs.